# 列支敦士登超黨派名單
列支敦士登超黨派名單（德語：Überparteiliche Liste Liechtenstein，縮寫）是一個曾經存在的列支敦士登政黨。該黨於1987年由「美術館事件」中的反對人士成立，並試圖挑戰當時進步公民黨與愛國聯盟兩大政黨的政治壟斷。該黨自視為一個以務實想法為本的行動型政黨，不屬於任何意識形態。
該黨於1987年參與地方選舉，在華杜茲市議會奪得兩席。1991年該黨在華杜茲和特里森貝格各贏得一席。1995年該黨最後一次參與選舉，在特里森貝格贏得一席。該黨曾於1989年參加全國大選，但僅獲得3.2%的選票而未能進入國會。1999年，該黨宣佈解散。

## 歷史
該黨於1987年成立，成立時名為「華杜茲無黨派名單」（Überparteilichen Liste Vaduz），主要成員為1983年「美術館事件」中反對在華杜茲建造藝術博物館的人士。
該黨在1987年的地方選舉首次參選，並以18.7%的得票率成功在華杜茲市議會中奪得兩席。1987年12月，華杜茲無黨派名單發佈初步評估報告《我們在議會中感覺如何（舒適）？》（Wie (wohl) fühlen wir uns in der Ratsstube?）中，總結其參與近40場市議會會議的經驗。他們指出，當只有兩席的他們在表決中不斷對抗多達11席的其他議員時，必須抱持某種「黑色幽默感」才能堅持下去:272。1989年，該黨參加全國大選，但僅獲得3.2%的選票，未能達到進入列支敦士登議會所需的8%得票門檻，因此未能在國會取得議席。
在1991年地方選舉中，該黨在華杜茲的得票率降至8.4%，僅剩一席。不過，雖然在華杜茲失勢，該黨卻成功在特里森貝格贏得一席。但總體而言，由於民意下降，該黨短期內贏得國會席次的機會不大:274。
該黨曾與自由名單在特里森的選舉中進行過一次合作嘗試，但在未能在1993年國會選舉前再次達成聯盟。兩黨的主要分歧在於性別議題，自由名單的部分活躍女性成員聲稱，不能接受超黨派名單中被她們視為「大男人主義」的人士參與政策制定:274-275。此外兩黨亦存在多種矛盾，自由名單認為超黨派名單行事專斷、經常挑事，而超黨派名單則認為自由名單的很多主張過於激進與不切實際，這使得雙方達成歷史性妥協幾乎不可能。但即使如此，在1992年秋天，雙方首次合作參選的希望其實相當大。但最終合作仍未成事，超黨派名單也因人力不足（僅有約30位活躍成員）而決定不參加1993年國會選舉:275。
1995年，該黨最後一次參與市議會選舉，結果失去在華杜茲的議席，僅於保住特里森貝格的一席。該黨最終於1999年解散。

## 理念
該黨自稱為「一個雖然惹人不安但富有建設性的反對派」，旨在阻止任一政黨在議會中獲得絕對多數，以挑戰當時進步公民黨與愛國聯盟兩大政黨的政治壟斷:273。該黨認為，列支敦士登必須擺脫目前「兩黨格局」的束縛，因為這種制度令政治無法作出決策，而且公共輿論不斷被操控與引導:274。這一理念類似於當時新成立的自由名單，兩者都認為國家需要一個真正的反對聲音。但列支敦士登超黨派名單的立場亦較自由名單更為溫和，該黨避免採取原教旨主義式的極端立場。該黨派願意與其他另類黨派進組成選舉聯盟，同時也不排除與大型政黨建立聯合政府的可能性:273。
根據其章程，超黨派名單希望避免在意識形態上與任何社會群體劃界。該黨「致力於提出符合我們小國結構、具社會性質，並以公益為依歸的問題解決方案。為達此目的，ÜLL希望推動一種不受個別利益左右、以實事求是為本的建設性政策。」:272
該黨將其基本立場概括為「獨立（不代表特定利益團體）、自由主義、社會關懷、生態環保」。其主張：:274
- 減少國家層級官僚體系
- 加強市級自治權
- 將目前妨礙建築的「建築阻撓程序」轉化為「建築許可程序」
- 增加現有建築區的利用率，以減少對土地儲備的壓力
- 將政府及服務業職位分散至邊緣地區，以推動地區均衡發展

超黨派名單的一個關注重點是住房問題。該黨認為列支敦士登的居住空間與土地資源極為有限，政府應加強對土地的收購，推動合作社形式的新型住宅建設，打擊土地囤積。該黨還要求制定一套建築法與建築條例，使土地的最佳利用成為常態:273-274。
除此以外，該黨還認為市議會會議記錄中應公布所有動議發起人與表決結果。在司法方面，超黨派名單建議可透過由外國專家擔任法官小組主席等措施來加強司法獨立性。在地方自治制度方面，該黨認為應修訂《市政法》（Gemeindegesetz）中有關公民權的規定，並主張應讓外國居民更多參與政治決策過程:273-274。

## 選舉表現
| 選舉   | 得票  | %   | 席位   | +/– | 排位   | 地位   |
| ------ | ----- | --- | ------ | --- | ------ | ------ |
| 1989年 | 5,061 | 3.2 | 0 / 25 | –   | 不適用 | 不適用 |